# 제21회 미국 배우 조합상

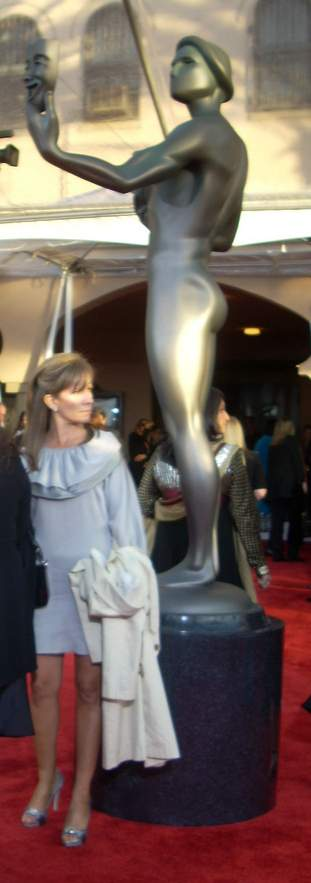

제21회 미국 배우 조합상은 2014년 뛰어난 활동을 보인 영화 배우를 기리기 위해 2015년 1월에 열린 시상식이다.

## 수상 및 후보

### 영화부문 앙상블상
- 버드맨 - 알레한드로 곤잘레스 이냐리투 수상
- 보이후드 - 리처드 링클레이터
- 그랜드 부다페스트 호텔 - 웨스 앤더슨
- 이미테이션 게임 - 모튼 틸덤
- 사랑에 대한 모든 것 - 제임스 마시

### 영화부문 여우주연상
- 스틸 앨리스 - 줄리안 무어 수상
- 케이크 - 제니퍼 애니스톤
- 사랑에 대한 모든 것 - 펠리시티 존스
- 나를 찾아줘 - 로자먼드 파이크
- 와일드 - 리즈 위더스푼

### 영화부문 남우주연상
- 사랑에 대한 모든 것 - 에디 레드메인 수상
- 폭스캐처 - 스티브 카렐
- 이미테이션 게임 - 베네딕트 컴버배치
- 나이트크롤러 - 제이크 질렌할
- 버드맨 - 마이클 키튼

### 영화부문 여우조연상
- 보이후드 - 패트리샤 아퀘트 수상
- 이미테이션 게임 - 키이라 나이틀리
- 버드맨 - 엠마 스톤
- 숲속으로 - 메릴 스트립
- 세인트 빈센트 - 나오미 왓츠

### 영화부문 남우조연상
- 위플래쉬 - J.K. 시몬스 수상
- 더 저지 - 로버트 듀발
- 보이후드 - 에단 호크
- 버드맨 - 에드워드 노튼
- 폭스캐처 - 마크 러팔로

### 영화부문 스턴트 상
- 언브로큰 수상
- 퓨리
- 제임스 브라운
- 호빗: 다섯 군대 전투
- 엑스맨: 데이즈 오브 퓨처 패스트

### TV드라마부문 앙상블연기상
- 다운튼 애비 수상
- 보드워크 엠파이어
- 왕좌의 게임
- 홈랜드
- 하우스 오브 카드

### TV드라마부문연기상(여자)
- 하우 투 겟 어웨이 위드 머더 - 비올라 데이비스 수상
- 홈랜드 - 클레어 데인즈
- 굿 와이프 - 줄리아나 마굴리스
- 오펀 블랙 - 타티아나 마슬라니
- 다운튼 애비 - 매기 스미스
- 하우스 오브 카드 - 로빈 라이트

### TV드라마부문연기상(남자)
- 하우스 오브 카드 - 케빈 스페이시 수상
- 보드워크 엠파이어 - 스티브 부세미
- 왕좌의 게임 - 피터 딘클리지
- 트루 디텍티브 - 우디 해럴슨
- 트루 디텍티브 - 매튜 맥커너히

### 코미디부문 앙상블연기상
- 오렌지 이즈 더 뉴 블랙 수상
- 빅뱅이론
- 브룩클린 나인-나인
- 모던 패밀리
- VEEP

### 코미디부문연기상(여자)
- 오렌지 이즈 더 뉴 블랙 - 우조 압두바 수상
- 모던 패밀리 - 줄리 보웬
- 너스 재키 - 에디 팔코
- VEEP - 줄리아 루이스 드레이퍼스
- 팍스 앤 레크리에이션 - 에이미 포엘러

### 코미디부문연기상(남자)
- 쉐임리스 - 윌리암 H. 머시 수상
- 모던 패밀리 - 타이 버렐
- 루이 - 루이스 C.K.
- 빅뱅이론 - 짐 파슨스
- 모던 패밀리 - 에릭 스톤스트릿

### TV영화/미니시리즈부문 연기상(여자)
- OLIVE KITTERIDGE - 프란시스 맥도맨드 수상
- 플라워즈 인 디 애틱 - 엘렌 버스틴
- 아너러블 우먼 - 매기 질렌할
- 더 노멀 하트 - 줄리아 로버츠
- 더 트립 투 바운티풀 - 시셀리 타이슨

### TV영화/미니시리즈부문 연기상(남자)
- 더 노멀 하트 - 마크 러팔로 수상
- HOUDINI - 애드리언 브로디
- 셜록 - 베네딕트 컴버배치
- OLIVE KITTERIDGE - 리차드 젠킨스
- 파고 - 빌리 밥 손튼

### TV부문 스턴트 상
- 왕좌의 게임 수상
- 24: LIVE ANOTHER DAY
- 보드워크 엠파이어
- 홈랜드
- 썬즈 오브 아나키
- 워킹데드

### 공로상
- 데비 레이놀즈 수상

## 같이 보기
- 제67회 프라임타임 에미상
- 제72회 골든 글로브상
- 제87회 아카데미상